# Кошкарьова Катерина Олександрівна
Катерина Олександрівна Кошкарьова (12 грудня 1924 — 26 березня 2017) — передовик радянського сільського господарства, доярка радгоспу «Максимовський» Іркутського району Іркутської області, Герой Соціалістичної Праці (1966).

## Біографія
Народилася в 1924 році в селі Урик, нині Іркутського району Іркутської області в сім'ї селянина польського походження. У 1941 році завершила навчання в сьомому класі сільської школи. 
Працевлаштувалася у місцевий колгосп. Під час Другої світової війни працювала на різних роботах і в полі, і на лісозаготівлях. У 1951 році перейшла працювати на ферму дояркою. 
У 1960 році переїхала на постійне місце проживання в село Мамони. Працювати стала в радгоспі "Максимовський" дояркою. Прийняла групу корів, надої яких становили всього 2000 кілограмів молока в середньому в рік. Однак, це їй не завадило стати передовиком виробництва і вивести показники на високий виробничий рівень. 
У 1965 році Катерина Олександрівна включилася у соціалістичне змагання і досягла показника в 4239 кілограмів молока від кожної корови в середньому в рік. Це був один з кращих результатів в Іркутській області. 
Указом Президії Верховної Ради СРСР від 22 березня 1966 року за отримання високих показників у сільському господарстві і рекордні надої молока Катерині Олександрівні Кошкарьовій присвоєно звання Героя Соціалістичної Праці з врученням ордена Леніна і медалі «Серп і Молот».
Обиралася членом Іркутського Обкому КПРС, делегатом XXV з'їзду партії (1976), XIV з'їзду профспілок СРСР. 
Продовжувала трудитися в колгоспі до виходу на заслужений відпочинок. 
Проживала у селі Мамони. Померла 26 березня 2017 року, похована на сільському кладовищі.

## Нагороди
- золота зірка «Серп і Молот» (22.03.1966)
- орден Леніна (22.03.1966)
- інші медалі.

- Почесний житель села Мамони Іркутського району[2].